# José Gutiérrez Maesso
José Gutiérrez Maesso (Azuaga, 10 giugno 1920 – Madrid, 1º agosto 2016) è stato uno sceneggiatore, produttore cinematografico e regista spagnolo.
Noto principalmente negli spaghetti western, è stato uno fra gli sceneggiatori principali per il cult movie Django di Sergio Corbucci.

## Biografia
Nel 1962, dopo aver lavorato alcuni anni in Spagna, si trasferì a Roma, iniziando a collaborare alla sceneggiatura del film I motorizzati, di cui fu anche produttore associato.
Due anni dopo, scrisse il suo primo copione per il film di Lucio Fulci, I maniaci, che riscosse un discreto successo. Nel 1966 firmò, assieme ad altri collaboratori, la sceneggiatura di Django, che sarà il maggiore successo personale per Maesso.
Verso la fine degli anni sessanta collaborò alla lavorazione di Un treno per Durango di Mario Caiano e a Cinque figli di cane.
Nei primi anni settanta fu sceneggiatore del film Estratto dagli archivi segreti della polizia di una capitale europea diretto da Riccardo Freda.
Scrisse quindi altri copioni, tra i quali quello del film La ragazza dalla pelle di corallo.
Ha diretto anche cinque film come regista, il più noto dei quali è probabilmente La testa del serpente del 1975.

## Filmografia parziale
- I motorizzati (anche produttore)
- I maniaci
- Django
- El Alcalde de Zalamea
- Un treno per Durango
- I due volti della paura (anche produttore)
- Taxi Love, servizio per signora
- La testa del serpente (regista)